# استینک فیشر
استینک فیشر (به انگلیسی: Stink Fisher) (زاده ۳۰ ژوئیهٔ ۱۹۷۰) بازیگر آمریکایی است.
از فیلم‌های معروف او می‌توان به بازی در فیلم شکست‌ناپذیر اشاره کرد.